# Punta Figueroa
Punta Figueroa (spanisch) ist eine Landspitze im Westen der Trinity-Halbinsel im Grahamland auf der Antarktischen Halbinsel. Sie liegt südöstlich des Covadonga Harbor und nahe der chilenischen Bernardo-O’Higgins-Station.
Wissenschaftler der 4. Chilenischen Antarktisexpedition (1949–1950) benannten sie nach Jorge Rafael Figueroa, der bei dieser Forschungsreise zur Besatzung der Iquique gehört hatte.